# 音節文字
音節文字（Syllabary）是表音文字的一種，是一套代表着用以构成詞的音节和音拍的书写符号，一般一个音节对应一个字符。音節文字中的符号被称为syllabogram，一般是由一个辅音（不是必须有）加上一个在后的元音组合而成，比如音节CV或V。在有些表音文字中可以看到CVC的组合和代表CV发音的字。代表性的有日語的假名。像假名一樣並非音位的組合，各音節有獨自符号的音節文字，在世界上也是相當稀少的。

## 比較

### 和元音附標文字的區別
兩個音節如果有相同的聲母，元音附標文字將有相同的基字，通過不同的附標表示音節内有不同的韻母；而音節文字則無相同符號。比如音節[ka]、[ki]，日文片假名寫作カ、キ兩個截然不同的字符，所以算音節文字，而印地語寫作क、कि，都有共同的基字क，所以算元音附標文字。

### 和音節塊狀拼寫的全音素文字的區別
諺文將表示音素的字母按音節組合起來寫成一個方塊字，但其實它並不屬於學術定義上的音節文字，而和拉丁字母一樣屬於全音素文字，只不過它的字母排列不是綫形拼寫，而是依照音節塊形拼寫而已。
比如音節/na/、/ni/、/no/，韓語拼寫成나、니、노。雖然3個音節都拼寫成3個方塊字，但是其實三字分別由字母ㄴ/n/和ㅏ/a/、ㅣ/i/、ㅗ/o/拼寫而成，而不像平假名寫成三個無關的字符：な、に、の。

### 和單音節表意字符的區別
在廣義上漢字、喃字也可以被稱作音節文字，因為它們本身亦為一個字符有一個音節，不過其數量龐大，同一個音節往往對應多個字符。比如音節[ma]對應于漢字馬、碼、螞等多個字符，每個字符都有自己的含義，而[ma]的片假名只對應一個無含義的字符マ。所以漢字、喃字等單音節表意字符不算嚴格意義上的音節文字。

### 和拉丁字母的比较
英语（以及其他很多使用拉丁字母的语言）允许复杂的音节组合，使得列出英语的音節文字来比较麻烦。在英语中，一个纯粹的音節文字可能要求对应每个音节都有单独的符号。比如人们可能需要用单独的符号来分别表示bag、beg、big、bog、bug；bad、bed、bid、bod、bud、book、bay、bead、bide、bode、boom、bird、boyd、bow等等。很少有这样的纯粹的系统存在。

## 使用音節文字的语言
使用音節文字的语言有迈锡尼希腊语（使用线形文字B）、北美切羅基人的切羅基語（使用基於拉丁字母自創的切羅基文）、非洲的瓦伊語、中國涼山彝族的彝語（使用涼山規範彝文）和湖南省南部永州的江永县的湘語永全片（使用女書）。还未破译的线形文字A可能使用音節文字。汉语、苏美尔语、阿卡德語、瑪雅象形文字等虽然是基于语素文字（logogram）的，但也大量使用音節文字，因此它们有时被称为“意音文字”（logosyllabic）。
音節文字列表：
- 日語所用的假名，分為平假名和片假名兩種。
- 中國彝族的凉山規範彝文、湖南省的女書、云南傈僳族的傈僳竹书[2]、纳西族的哥巴文[3]。
- 克里特島上挖掘出的古代邁錫尼文書的線形文字A和線形文字B。
- 非洲曼迪語族中有几种语言（如瓦伊語）使用音节文字[4]。
- 美國切羅基人的切羅基語所用的切羅基文字，由該族的塞闊雅發明。
- 加拿大克里人的克里語與因纽特人所用的加拿大原住民音節文字。

## 外部連結
- Syllabaries （页面存档备份，存于） – Omniglot's （页面存档备份，存于） list of syllabaries and abugidas, including examples of various writing systems.